# Возок Петра I

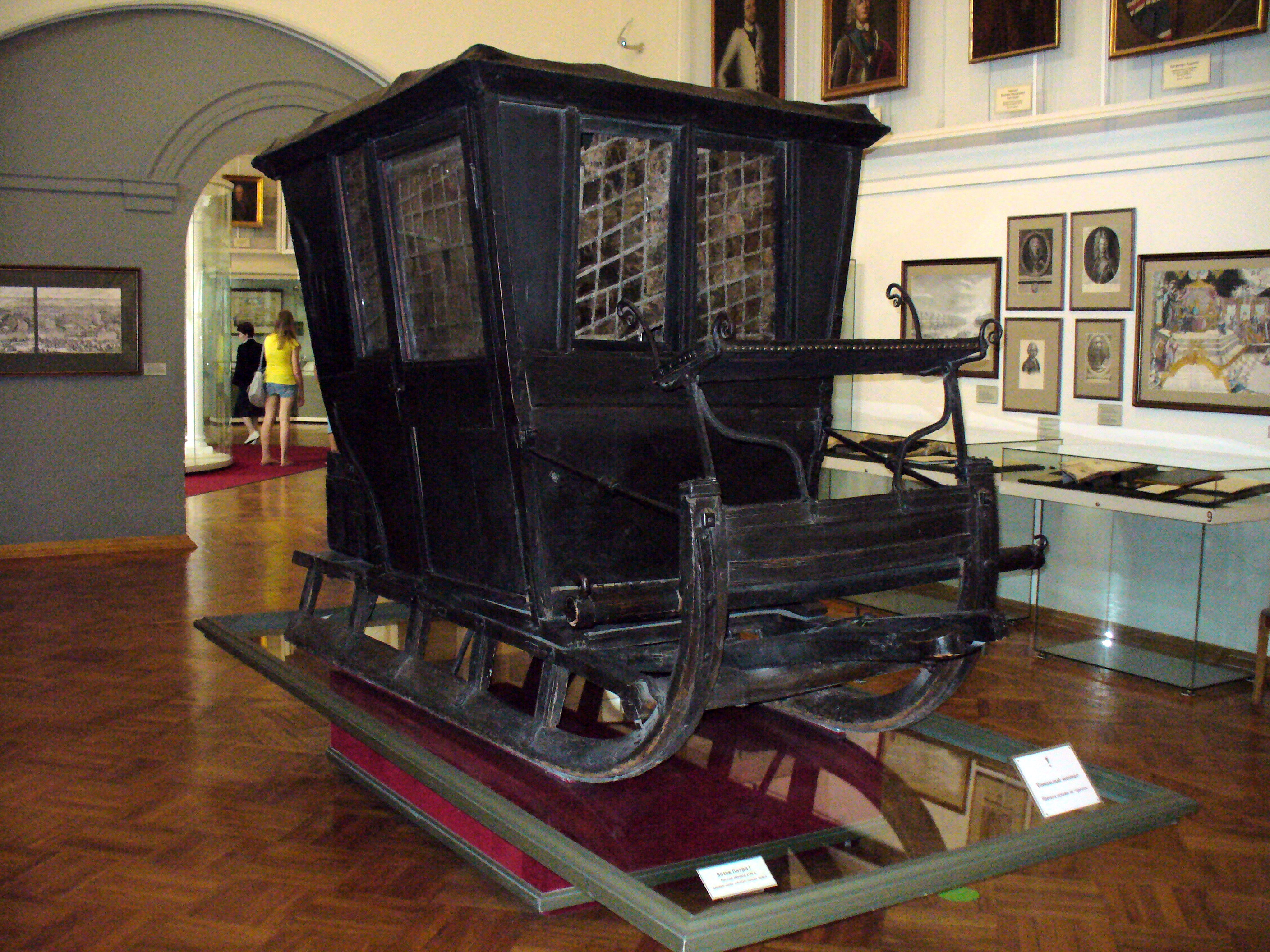
Возок Петра I в ГИМ.

Возок Петра I — редкий экземпляр дорожного экипажа конца XVII — начала XVIII века, хранящийся в Государственном историческом музее. Легенда относит возок к поездкам Петра I в 1693 и 1694 годах в Архангельск, когда царь впервые познакомился с морем и кораблями, принял участие в первом морском путешествии и закладке корабля «Апостол Павел».

## Описание
Повозка оборудована двухместным кузовом по образцу западноевропейских крытых повозок тех лет. В жестяных переплётах окон и дверей фрагментарно сохранилась слюда, которую использовали в тот период вместо стекла.
Внутри экипажа стенки покрыты зелёным сукном, которым также обтянута подушка, набитая конским волосом и лежащая на сиденье.
В зависимости от времени года кузов мог устанавливаться на полозья или колёса.
Габаритные размеры — 212 × 305 × 155 см.
Царская повозка лишена помпезности, что связано с любовью Петра I к рациональному быту, быстрому передвижению и его неприязнью к чрезмерной церемонности.

## После смерти Петра I
До 1769 года возок хранился при Архангелогородской Инженерной команде, а впоследствии находился при Архангелогородском гарнизонном полку. В 1827 году он был отправлен в Санкт-Петербург и помещён в Конюшенный музей, где стал частью собрания «древних экипажей» Императорского Дома.
После революции экспонат перевезли в Москву и разместили в Александрийском дворце, в котором с 1920 года начал действовать Музей мебели. В 1926 году повозку передали в Государственный исторический музей.